# Перша професіональна футбольна ліга
Перша професіональна футбольна ліга (болг. Първа професионална футболна лига) — найвища ліга чемпіонату професійних футбольних клубів Болгарії. Турнір проводиться під егідою Болгарського футбольного союзу та Болгарської професійної футбольної ліги. Усього беруть участь 16 клубів, першість складається з двох етапів. Чемпіон країни отримує право грати в Лізі Чемпіонів, срібний і бронзовий призери беруть участь у розіграші Лізі конференцій, переможець Кубка Болгарії в Лізі Європи. Дві найгірші команди чемпіонату вибувають.

## Чемпіони

### Державна першість
- 1924 — чемпіонат не завершився
- 1925 — Владислав (Варна)
- 1926 — Владислав (Варна)
- 1927 — чемпіонат був перерваний
- 1928 — Славія (Софія)
- 1929 — Ботєв (Пловдив)
- 1930 — Славія (Софія)
- 1931 — АС 23 (Софія)
- 1932 — Шипченски сокол
- 1933 — Левскі
- 1934 — Владислав (Варна)
- 1935 — Спортклуб (Софія)
- 1936 — Славія (Софія)
- 1937 — Левскі

### Національний дивізіон
- 1937/38 — Тича (Варна)
- 1938/39 — Славія (Софія)
- 1939/40 — ЖСК (Софія)

### Державна першість
- 1941 — Славія (Софія)
- 1942 — Левскі
- 1943 — Славія (Софія)
- 1944 — чемпіонат не завершився

### Республіканська першість
- 1945 — Локомотив (Софія)
- 1946 — Левскі
- 1947 — Левскі
- 1948 — Септемврі при ЦДВ

### «А» РФГ
- 1948/49 — Левскі
- 1950 — Динамо
- 1951 — ЦДНВ
- 1952 — ЦДНА
- 1953 — Динамо
- 1954 — ЦДНА
- 1955 — ЦДНА
- 1956 — ЦДНА
- 1957 — ЦДНА
- 1958 — ЦДНА
- 1959 — ЦДНА
- 1960 — ЦДНА
- 1961 — ЦДНА
- 1962 — ЦДНА
- 1963 — Спартак (Пловдив)
- 1964 — Локомотив (Софія)
- 1965 — Левскі
- 1966 — ЦСКА Червено знаме
- 1967 — Ботєв (Пловдив)
- 1968 — Левскі
- 1969 — ЦСКА Септемврійско знаме
- 1970 — Левскі-Спартак
- 1971 — ЦСКА Септемврійско знаме
- 1972 — ЦСКА Септемврійско знаме
- 1973 — ЦСКА Септемврійско знаме
- 1974 — Левскі-Спартак
- 1975 — ЦСКА Септемврійско знаме
- 1976 — ЦСКА Септемврійско знаме
- 1977 — Левскі-Спартак
- 1978 — Локомотив (Софія)
- 1979 — Левскі-Спартак
- 1980 — ЦСКА Септемврійско знаме
- 1981 — ЦСКА Септемврійско знаме
- 1982 — ЦСКА Септемврійско знаме
- 1983 — ЦСКА Септемврійско знаме
- 1984 — Левскі-Спартак
- 1985 — Левскі-Спартак[1].
- 1986 — Бероє (Стара-Загора)
- 1987 — ЦФКА «Средец»
- 1988 — Вітоша
- 1989 — ЦФКА «Средец»
- 1990 — ЦСКА (Софія)
- 1991 — Етир (Велико-Тирново)
- 1992 — ЦСКА (Софія)
- 1993 — Левскі
- 1994 — Левскі
- 1995 — Левскі
- 1996 — Славія (Софія)
- 1997 — ЦСКА (Софія)
- 1998 — Літекс (Ловеч)
- 1999 — Літекс (Ловеч)

### Вища ліга
- 2000 — Левскі
- 2001 — Левскі
- 2002 — Левскі

### «А» ПФГ
- 2003 — ЦСКА (Софія)
- 2004 — Локомотив (Пловдив)
- 2005 — ЦСКА (Софія)
- 2006 — Левскі
- 2007 — Левскі
- 2008 — ЦСКА (Софія)
- 2009 — Левскі
- 2010 — Літекс (Ловеч)
- 2011 — Літекс (Ловеч)
- 2012 — Лудогорець
- 2013 — Лудогорець
- 2014 — Лудогорець
- 2015 — Лудогорець
- 2016 — Лудогорець

### Перша ліга

Логотип турніру у 2003—2016 роках

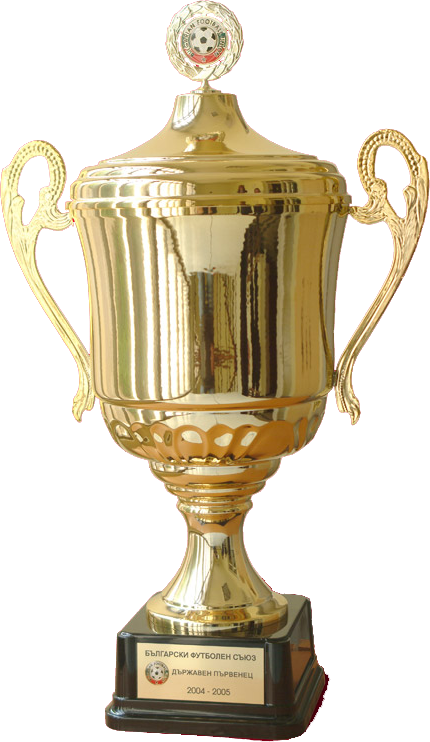
Трофей чемпіона Болгарії

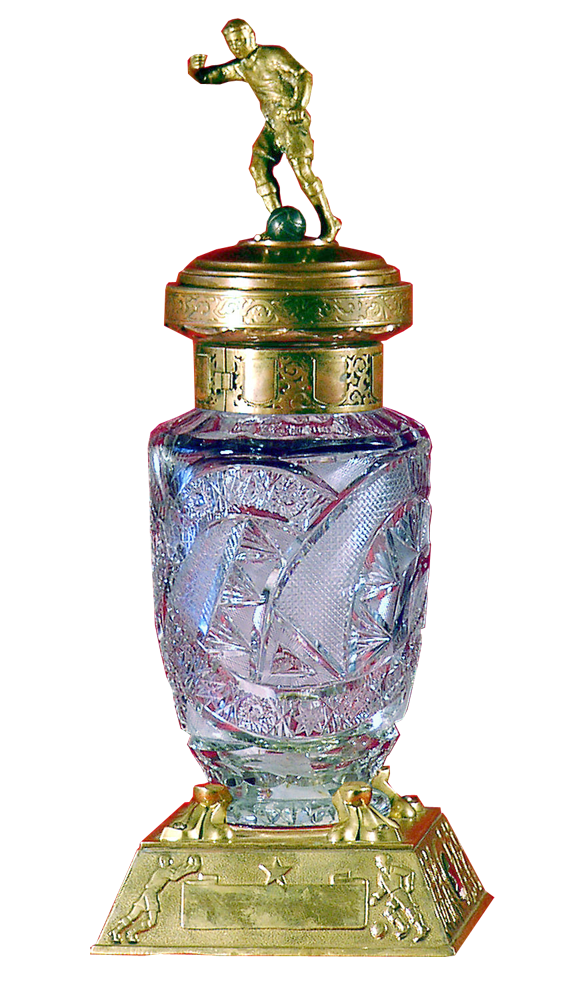
Кубок на «А» РФГ

- 2017 — Лудогорець
- 2018 — Лудогорець
- 2019 — Лудогорець
- 2020 — Лудогорець
- 2021 — Лудогорець
- 2022 — Лудогорець
- 2023 — Лудогорець
- 2024 — Лудогорець
- 2025 — Лудогорець

## Чемпіонства за клубами
- ЦСКА (Софія): 31
  - 1948, 1951, 1952, 1954, 1955, 1956, 1957, 1958, 1959, 1960, 1961, 1962, 1966, 1969, 1971, 1972, 1973, 1975, 1976, 1980, 1981, 1982, 1983, 1987, 1989, 1990, 1992, 1997, 2003, 2005, 2008
- Левскі (Софія): 26
  - 1933, 1937, 1942, 1946, 1947, 1949, 1950, 1953, 1965, 1968, 1970, 1974, 1977, 1979, 1984, 1985, 1988, 1993, 1994, 1995, 2000, 2001, 2002, 2006, 2007, 2009
- Лудогорець (Разград): 14
  - 2012, 2013, 2014, 2015, 2016, 2017, 2018, 2019, 2020, 2021, 2022, 2023, 2024, 2025
- Славія (Софія): 7
  - 1928, 1930, 1936, 1939, 1941, 1943, 1996
- Локомотив (Софія): 4
  - 1940, 1945, 1964, 1978
- Литекс: 4
  - 1998, 1999, 2010, 2011
- Владислав (Варна): 3
  - 1925, 1926, 1934
- Ботєв (Пловдив): 2
  - 1929, 1967
- Тича (Варна): 3
  - 1938
- АС 23 (Софія): 1
  - 1931
- Спартак (Варна): 1
  - 1932
- «Спортклуб» (Софія): 1
  - 1935
- Спартак (Пловдив): 1
  - 1963
- Бероє: 1
  - 1986
- Етир (Велико-Тирново): 1
  - 1991
- Локомотив (Пловдив): 1
  - 2004

## Чемпіонства за містами
| Місто          | Чемпіонств | Клуби, що перемогли                                                               |
| -------------- | ---------- | --------------------------------------------------------------------------------- |
| Софія          | 69         | ЦСКА Софія (31), Левскі (25), Славія (7), Локомотив (4), АС 23 (1), Спортклуб (1) |
| Разград        | 14         | Лудогорець (14)                                                                   |
| Варна          | 5          | Черно море (4), Спартак (1)                                                       |
| Пловдив        | 4          | Ботєв (2), Локомотив (1), Спартак (1)                                             |
| Ловеч          | 4          | Літекс (4)                                                                        |
| Стара-Загора   | 1          | Бероє (1)                                                                         |
| Велико-Тирново | 1          | Етир                                                                              |